# Eupithecia seminigra
Eupithecia seminigra är en fjärilsart som beskrevs av Max Joseph Bastelberger 1905. Eupithecia seminigra ingår i släktet Eupithecia och familjen mätare. Inga underarter finns listade i Catalogue of Life.